# Enniger Kapelle

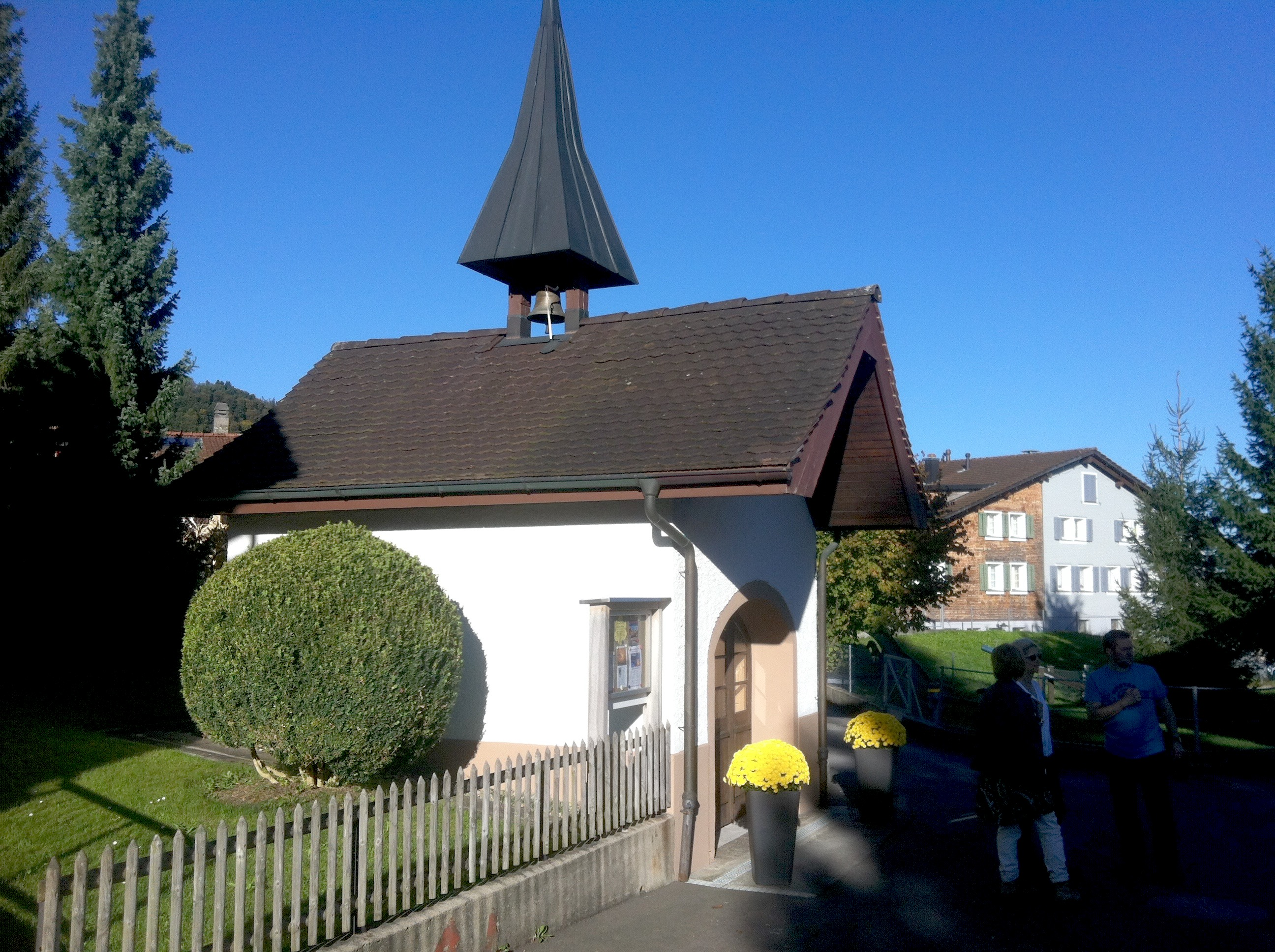
Enniger Kapelle

Die Enniger Kapelle ist eine Kapelle in Ennigen, einem Weiler der Gemeinde Malters im Schweizer Kanton Luzern. Die Erbauungszeit ist nicht bekannt. Sie ist 1763 auf einer von Gabriel Walser gezeichneten Karte eingetragen. Man sagt, sie sei den vierzehn Nothelfern geweiht.
1823 wurden die Pflichten und die Entlöhnung des Kapell-Sigrists neu beschlossen, der dreimal täglich den Englischgruss zu läuten hatte. Die Unterhaltspflicht der Kapelle wurde 1934 von der Kirchgemeinde Malters übernommen.
Die heutige von einem Dachreiter gekrönte Kapelle stammt von 1912. Die Glocke mit der Inschrift «Danket dem Herrn» wurde 1933 von der Firma H. Rüetschi in Aarau gegossen. 
Die Kapelle enthält einen hölzernen Altar und wenige Bänke. Die Wände sind mit Holzfiguren und Bildern geschmückt. Die Vereinigung Pro Ennigen renovierte die Kapelle im Jahr 1981. Unterstützt wurde sie vom Quartierverein, der Kirchgemeinde und einzelnen Spendern. Auch das Bild des heiligen Eligius von Noyon, Schutzpatron der Hufschmiede aus dem Jahr 1766, wurde restauriert. Am 30. August 1981 wurde die renovierte Kapelle mit einer heiligen Messe neu geweiht.